# Cantone di Belle-Île
Il Cantone di Belle-Île era una divisione amministrativa dell'Arrondissement di Lorient.
A seguito della riforma approvata con decreto del 21 febbraio 2014, che ha avuto attuazione dopo le elezioni dipartimentali del 2015, è stato soppresso.

## Composizione
Corrispondeva all'isola omonima.
Comprendeva i comuni di:
- Bangor
- Locmaria
- Le Palais
- Sauzon